# Albertirsai Gyógyvízű Fürdő

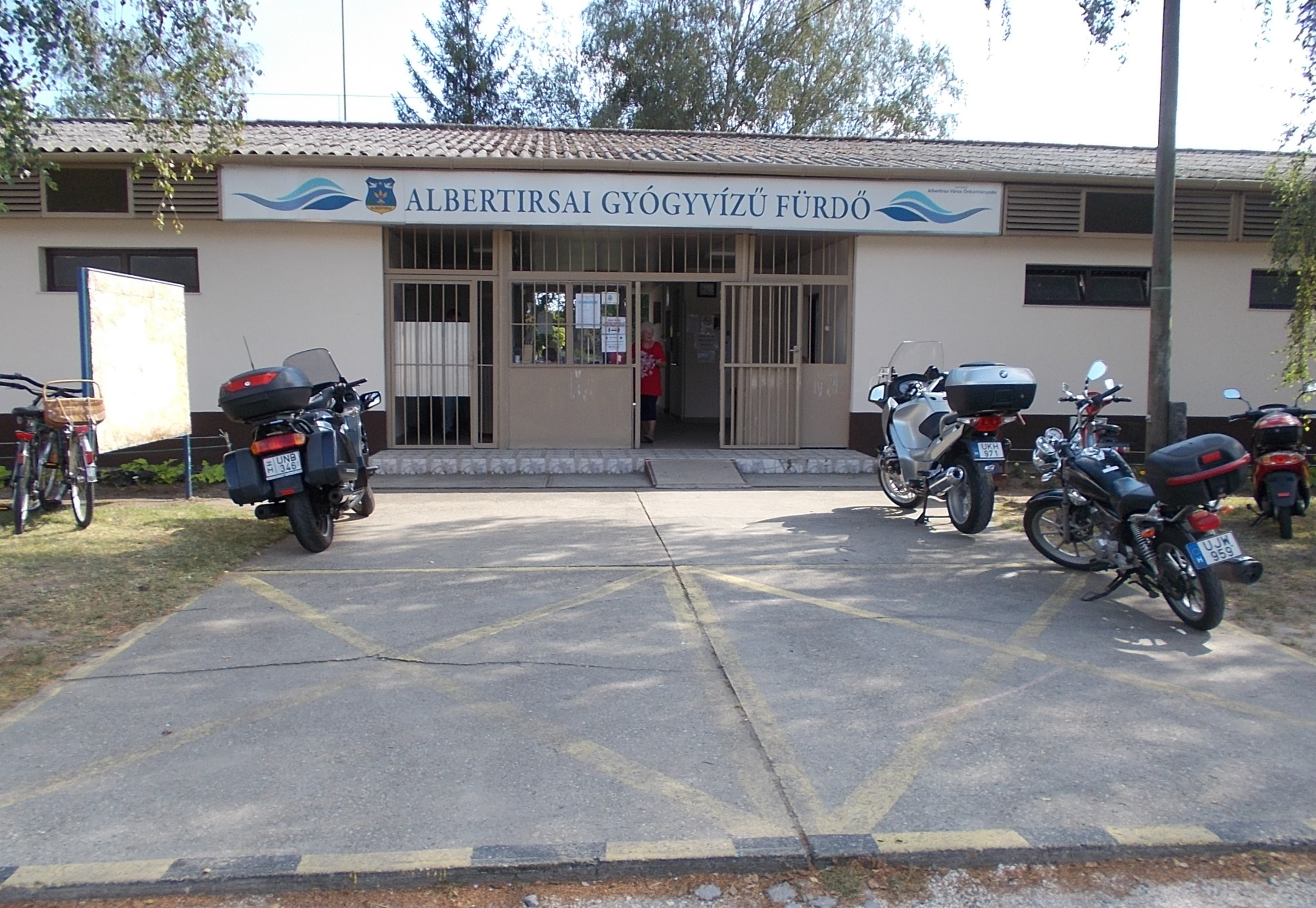
Albertirsai Gyógyvízű Fürdő bejárata. (2020)

Az Albertirsai Gyógyvízű Fürdő 1986 óta működik a városban. A Vízkutató és Fúró Vállalat ceglédi üzemegysége egy kutatófúrás során fedezte fel a gyógyvízű forrást. 

## Fekvése
Az Albertirsai Gyógyvízű Fürdő a város üdülőövezetében az üdülőtelepen helyezkedik el. Környezete enyhén lankás, fás-ligetes. A bejárata a Dolina utcában található. 

## Megközelíthetősége
A fürdőt Albertirsásáról egy szilárd burkolatú úton, a Gerje patak hídján keresztül közelíthető meg. A terület Északról az M4-es autóúttól mintegy 800 méterre található.

## Története
1969-ben a községi vízmű elkészítéséhez a Vízkutató és Fúró Vállalat ceglédi üzemegysége kutatófúrást végzett a Gerje patak mellett. A fúrás helyének a tengerszintre átszámított magassága 122,6 m. A fúrás során 900 méter mélységig hatoltak le, de a kívánt vizet 645 méter mélységben találták meg. A feltárt víz hőfoka 48 °C, míg a felszínre érkező kitermelt víz 41 °C fokos. Az Országos Közegészségügyi Intézet által végrehajtott vízvizsgálat a vizet ásványi anyagokban gazdagnak minősítette. Anyagi eszközök hiányában csak 1975-ben kezdtek a melegvizes fürdő építésével foglalkozni. Széles körű lakossági gyűjtés és dabasi építők társadalmi segítségével 1984-ben megépült a fürdő szociális épülete és az első 10x20 m-es gyógymedence, melyet 1988-ban egy kis gyermek- valamint ülőpados gyógymedencével bővítettek. A kellemes, erdővel övezett kis fürdő rövid idő alatt ismertté és keresetté vált. 1989-ben az egészségügyi szakhatóságok a fürdőt gyógyvizűvé minősítették, ami fokozta az addig is megnyilvánult érdeklődést.

## Galéria

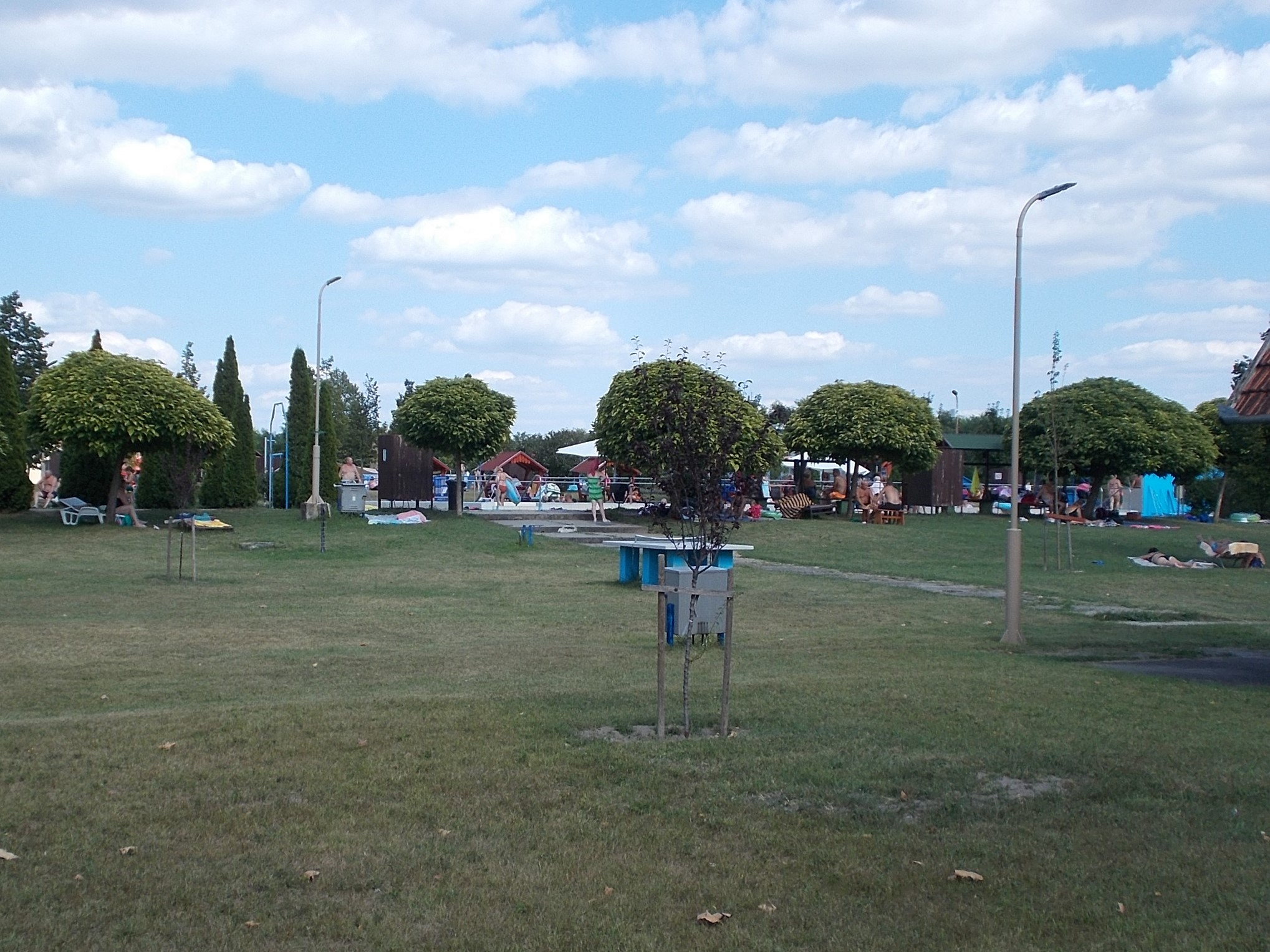
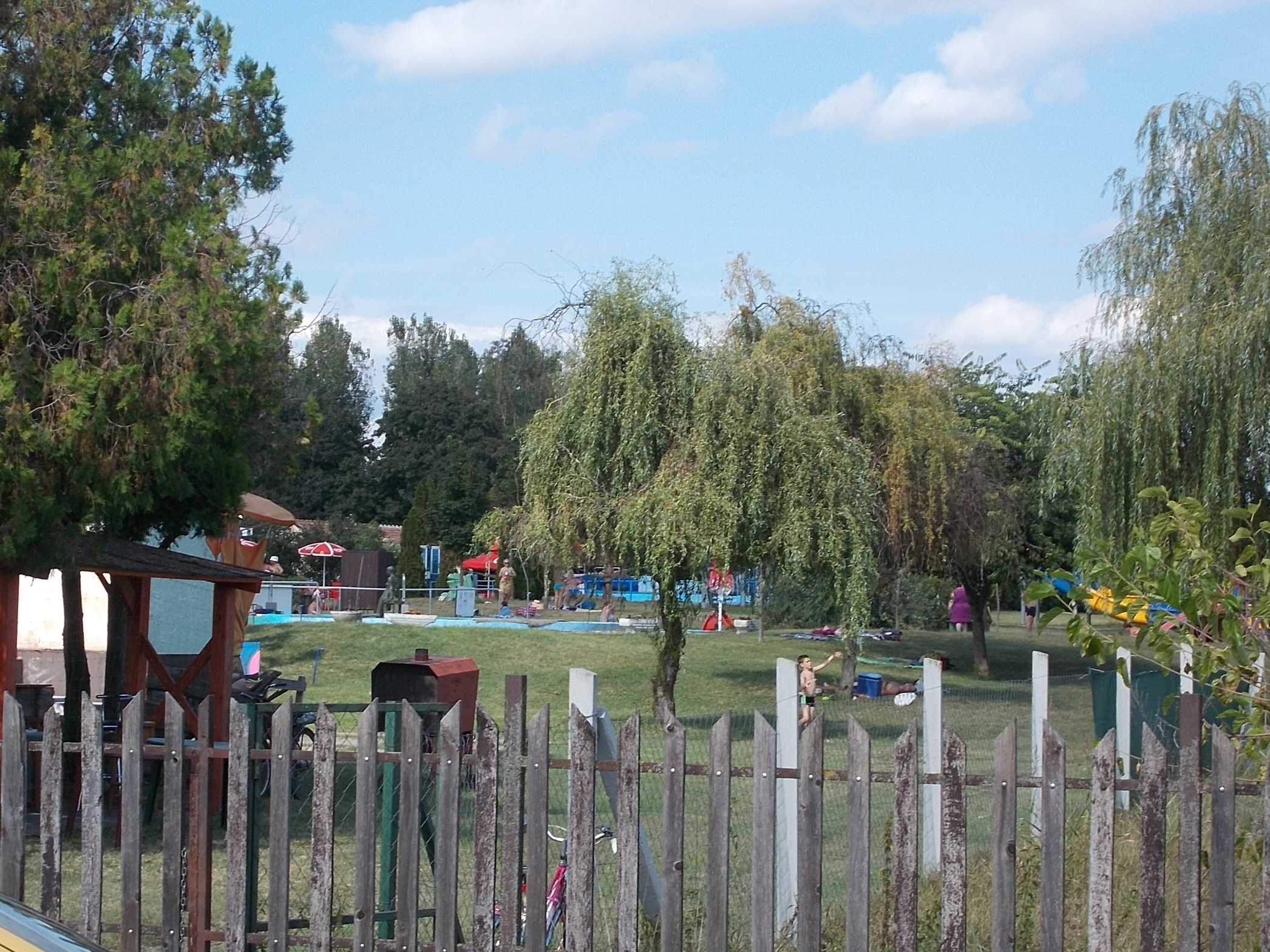

## Medencék
| Medencék         | Medencék       | Medencék |
| Típus            | Vízhőmérséklet | Mélysége |
| ---------------- | -------------- | -------- |
| Gyógymedence I   | kb: 39 °C      | kb:? cm  |
| Gyógymedence II  | kb: 35 -36 °C  | kb:? cm  |
| Gyógymedence III | kb: 33 °C      | kb:? cm  |
| Úszómedence      | kb: 25 -28 °C  | kb:? cm  |
| Gyermekmedence   | kb: 29 -31 °C  | kb:? cm  |